# Cocoșatul (film din 1959)
Cocoșatul (titlul original: în franceză Le Bossu) este un film de capă și spadă francez, realizat în 1959 de regizorul André Hunebelle, după romanul omonim al scriitorului Paul Féval, protagoniști fiind actorii Jean Marais, Bourvil, Sabine Sesselmann și Jean Le Poulain.

## Conținut
Prințul de Gonzague îl ucide pe Ducele de Nevers ca să profite de averea sa. Henri Lagardère o salvează pe fiica lui Nevers, Aurore și o crește în exil, unde se împrietenește cu o tânără țigăncă pe nume Flor.

## Distribuție
- Jean Marais – Henri de Lagardère, alias « le Bossu »
- Bourvil – Passepoil
- Sabine Sesselmann – Aurore de Nevers / Isabelle de Caylus
- Jean Le Poulain – M. de Peyrolles
- Hubert Noël – ducele Philippe de Nevers
- Paulette Dubost – dna. Marthe
- Alexandre Rignault – hangiul
- Georges Douking – marchizul de Caylus
- Edmond Beauchamp – don Miguel
- Paul Cambo – Filip al II-lea, Duce de Orléans, Regent al Franței, regentul
- François Chaumette – Philippe de Gonzague

- Annie Anderson – Arthémise, o invitată a prințului de Gonzague
- Barbara Cruz
- Rosita Fernández – Flor
- Juliette Vilno
- Jean Rougerie (trecut Bernard Rougerie) – un spadasin
- Jacques Herrieu
- Raoul Billerey (trecut Raoul Bilrey) – căpitanul oamenilor înarmați
- Claude Carliez – un spadasin
- Guy Delorme – un spadasin
- Pâquerette – țiganca bătrână
- Edmond Tamiz – fiul cuplului de țigani